# Kamienica Pod Kanarkiem
Kamienica Pod Kanarkiem (Czeczotczyńska, Bifińska, Węgrzynowiczowska) – zabytkowa kamienica znajdująca się w Krakowie, w dzielnicy I przy Rynku Głównym 24, na Starym Mieście.
Najstarsze partie jego pochodzą z końca XIII lub pierwszej ćwierci XIV w. Typowy układ kamienicy ustalił się w czasie jego rozbudowy w drugiej połowie XIV w. W XV w. wzniesiono oficynę tylną o nietypowym dwutraktowym układzie, a piętra obu budynków połączono gankiem na kamiennych wspornikach (jeden z nich został zachowany). Prawdopodobnie na początku XVII w. dokonano przebudowy późnorenesansowej i nadbudowano drugie piętro. Zabudowa ma charakter dziewiętnastowiecznej kamienicy czynszowej z nielicznymi elementami wcześniejszej dekoracji.
18 kwietnia 1968 kamienica została wpisana do rejestru zabytków. Znajduje się także w gminnej ewidencji zabytków.

## Historia
- W czasie nowożytnym kamienica stanowiła własność m.in. patrycjuszowskiej rodziny Czeczotków i aptekarza Franciszka Ksawerego Wilanta[3].
- Na początku XVII w. mieszkał tu księgarz F. Reinekier.
- Przed 1787 r. zbudowano trzybiegową klatkę schodową typu pałacowego.
- W latach 1796–1809 znajdowała się tutaj apteka polowa austriacka, a do 1813 r., apteka skarbowa polska.
- W 1819 r. zniszczono zabudowę, kamienica została przejęta przez rząd Księstwa Warszawskiego i sprzedana M. Sokalskiemu, wyremontowana.
- W czasie odbudowy po pożarze w 1850 r. wzniesiono trzecie piętro budynku frontowego i dwupiętrowe sklepione ganki o otwartych arkadowych galeriach po wschodniej stronie podwórka.
- W latach 1846–1873 znajdowała się w posiadaniu K. Zubowskiego.
- W 1877 r., nastąpiła jej przebudowa kosztem kupca kolonialnego J. Grossego, połączona z odsłonięciem i restauracją zabytkowych stropów (zachowała się fasada i wnętrza).
- Na przełomie XIX i XX w. w oficynie działała firma blacharska W. Kosydarskiego.

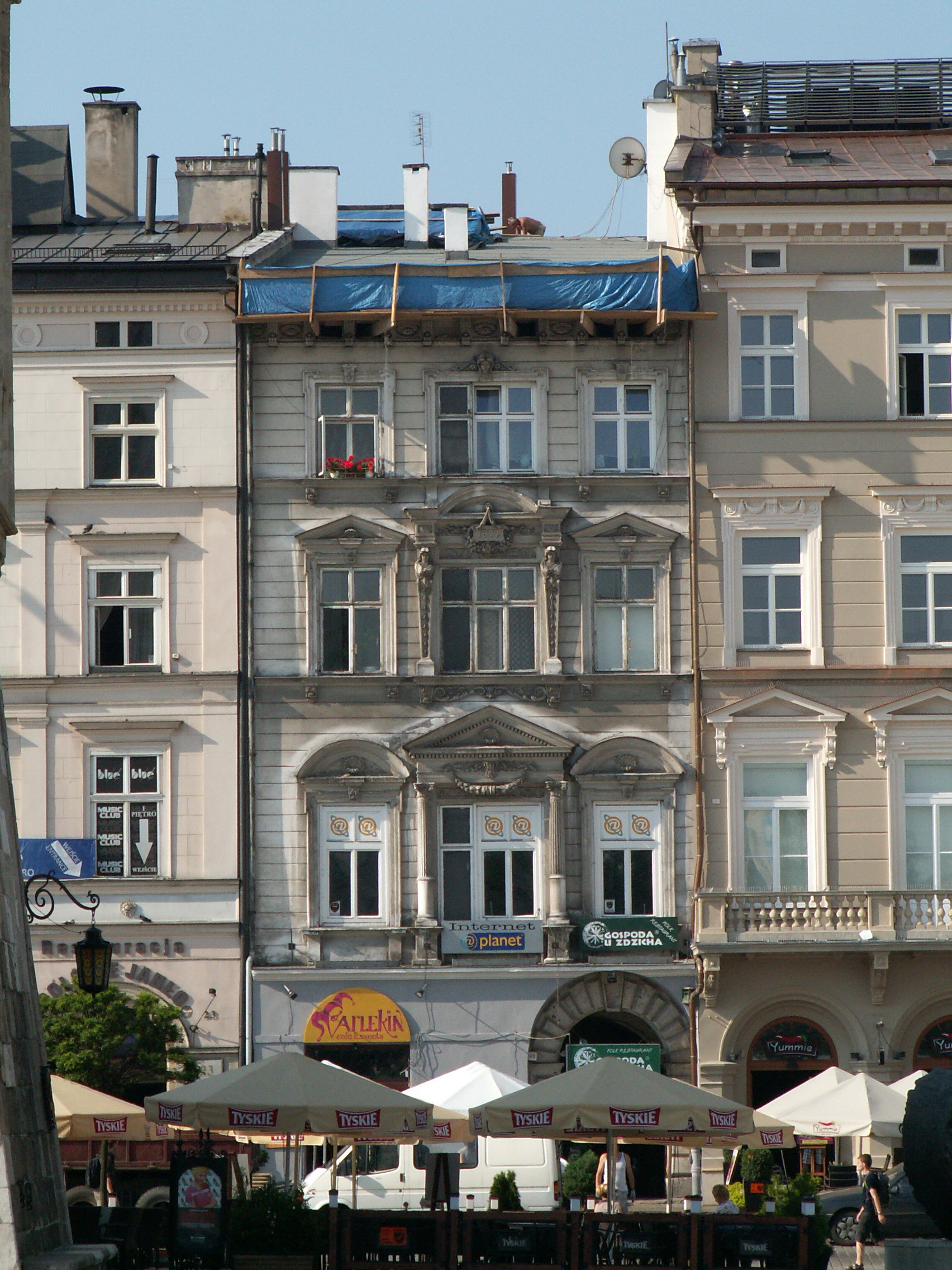
Kamienica w 2010 roku